# Langhagen
Langhagen este o comună din landul Mecklenburg-Pomerania Inferioară, Germania.